# Горлівський міський театр ляльок
Го́рлівський міськи́й теа́тр ляльо́к — відносно молодий (з 10-літньою історією) міський народний театр ляльок у місті Горлівці Донецької області; культурно-розважальний заклад міста.
Заклад міститься за адресою: проспект Леніна, буд. 19, м. Горлівка (Донецька область, Україна).
Директор театру — Артем Анатолійович Тон.

## Історія
Горлівський міський театр ляльок був створений групою ентузіастів у 2001 році за ініціативою жителів міста Горлівка.
У 2008 році заклад отримав статус народного.
На початку лютого 2011 року директор Міського народного театру ляльок у Горлівці Артем Тон був нагороджений Орденом «Зірка економіки України» та сертифікатом «Керівник року 2010», в власне сам театр отримав статус-нагороду «Підприємство року 2010». Так, згідно з офіційними даними Державного комітету статистики України та European Standart Rating Горлівський міський народний театр ляльок посів 5-те місце в рейтингу «Підприємство року 2010» в категорії «Інша видовищно-розважальна діяльність», і це попри народний статус закладу культури.
Цікавою формою діяльності театру є взаємовигідна співпраця з комерційними фірмами, наприклад, з місцевим Інтернет-провайдером.
Спектаклі у театрі проходять у суботу та неділю, а також у святкові дні, проводяться як пануючою в місті та регіоні (Донбас) російською, так і державною українською мовами.

## Репертуар
У репертуарі Горлівського лялькового театру — різноманітні дитячі вистави, постановки для дорослих, новорічні вистави, музично-розважальні програми, естрадні постановки з ляльками-велетнями. Багатий репертуар театру постійно розширюється.
Серед назв вистав з чинної афіші (сезон 2010/2011) — «Волшебная росинка», «Петрик Козак», «Ще раз про Червону Шапочку» (за С. Єфремовим).

## Виноски
1. ↑  Горлівський міський народний театр ляльок отримав статус-нагороду «Підприємство року 2010» [Архівовано 1 липня 2014 у Wayback Machine.] на www.0624.com.ua (Горлівський медіа портал) [Архівовано 30 грудня 2010 у Wayback Machine.] (рос.)
2. ↑  Підсумки конкурсу «Красна Шапочка» на сайті телекомунікаційної компанії «ИНМАРТ». Архів оригіналу за 8 лютого 2011. Процитовано 10 лютого 2011.